# Neolamprologus

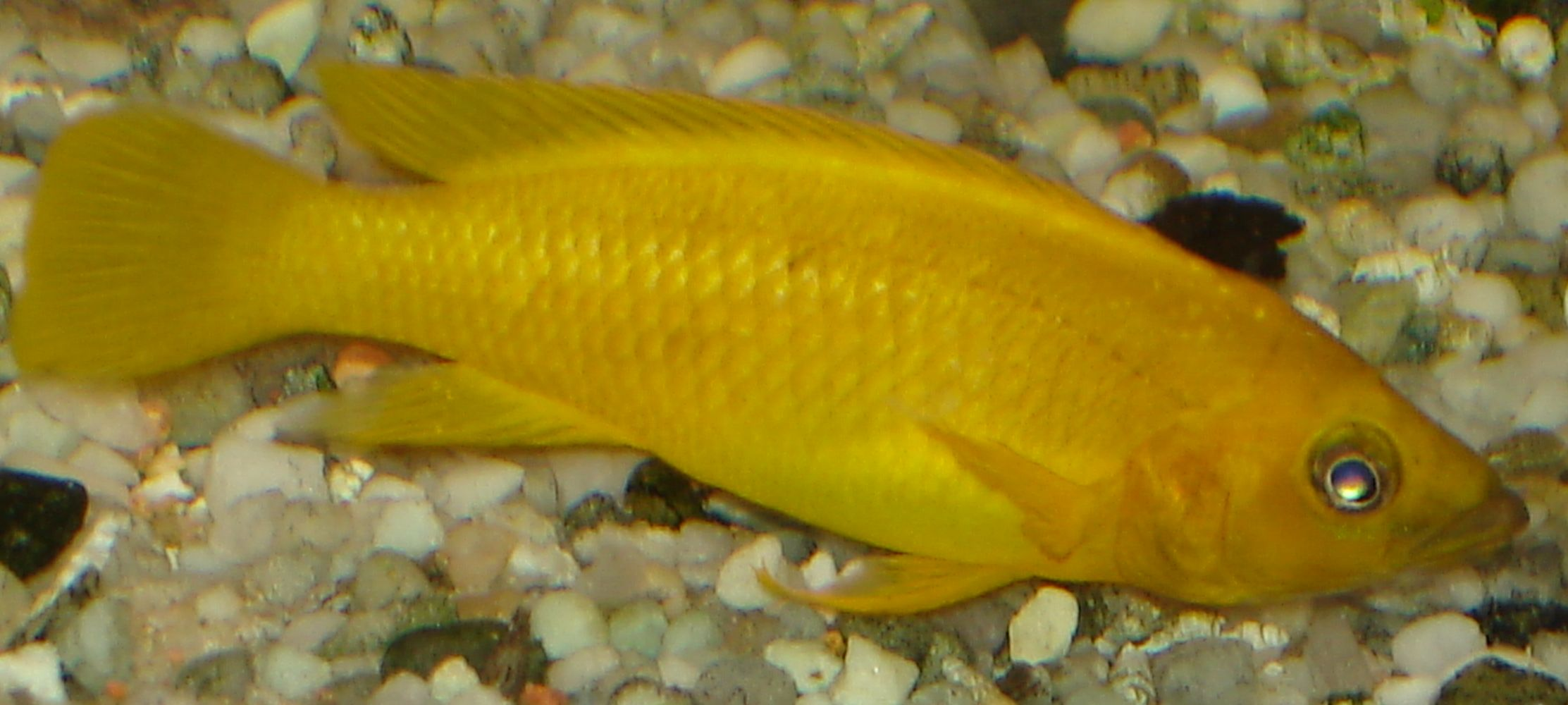
Neolamprologus leleupi

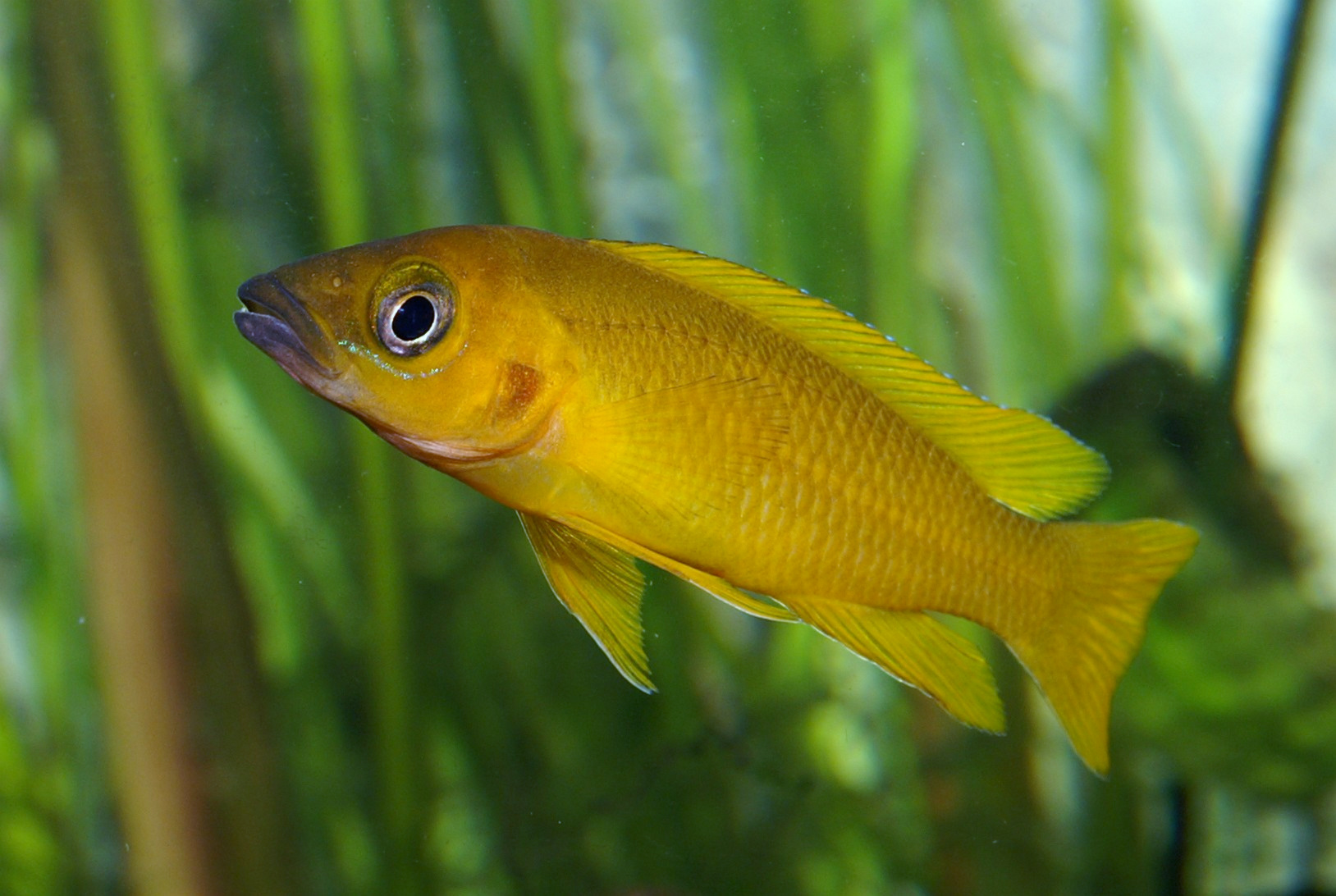
Neolamprologus longior

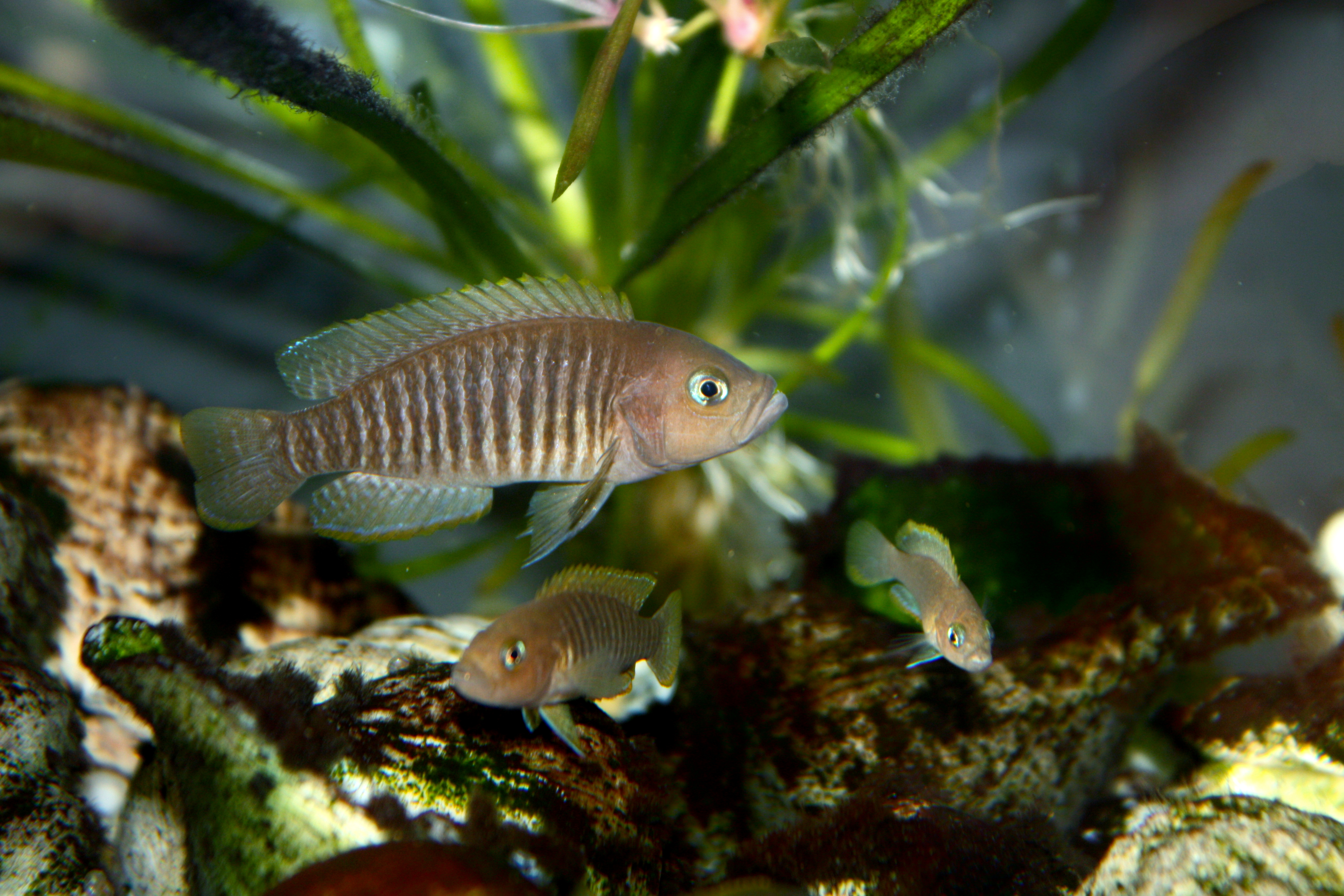
Mascle de Neolamprologus multifasciatus

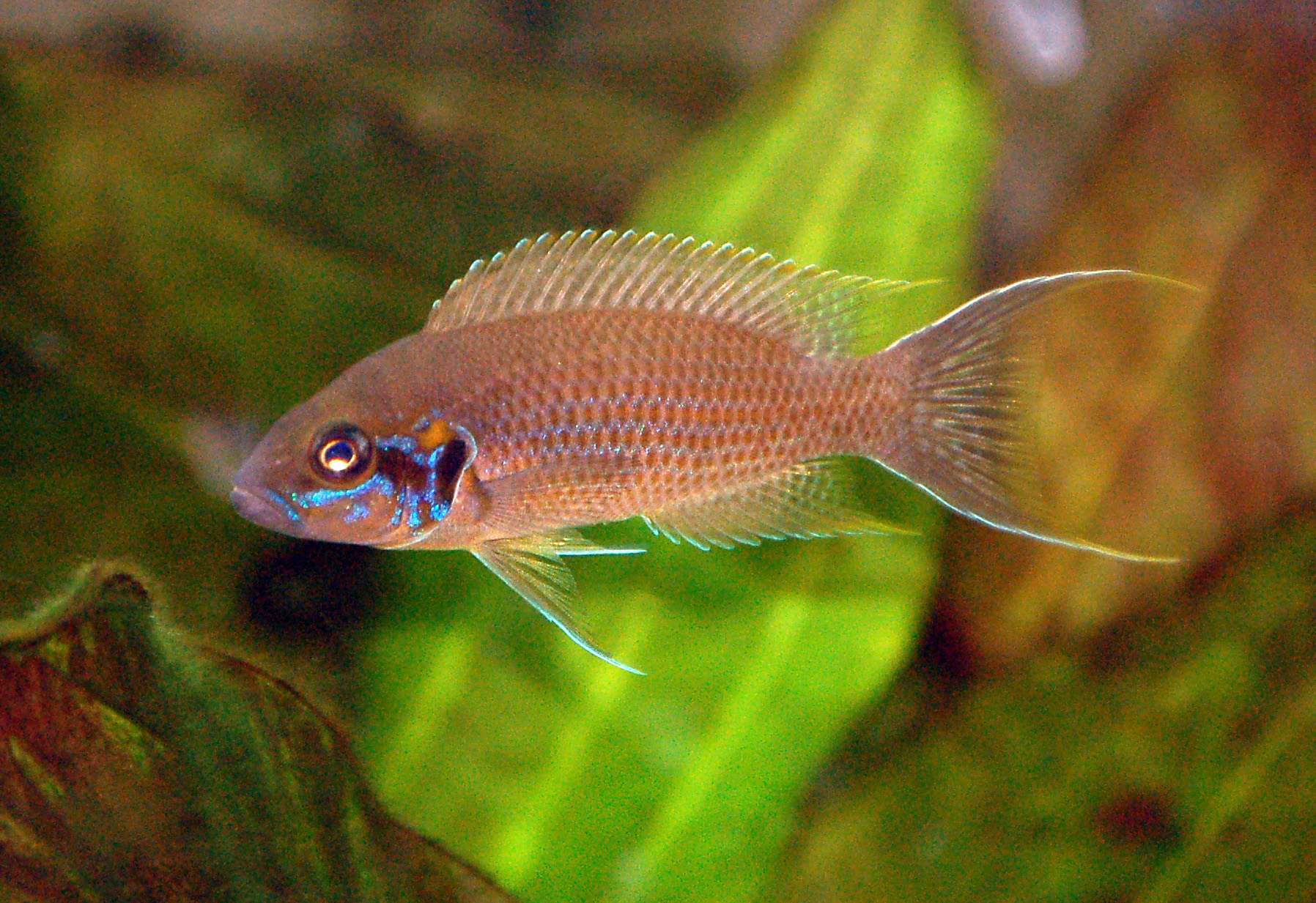
Mascle de Neolamprologus olivaceous

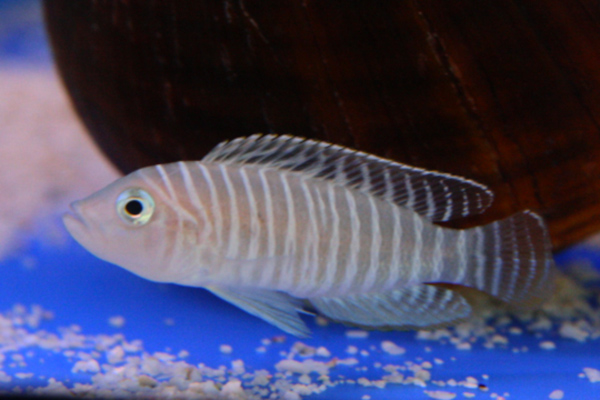
Neolamprologus similis

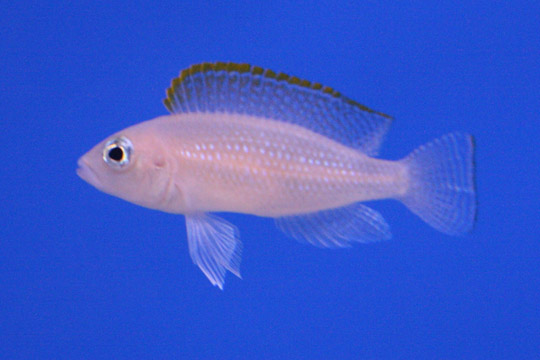
Neolamprologus caudopunctatus

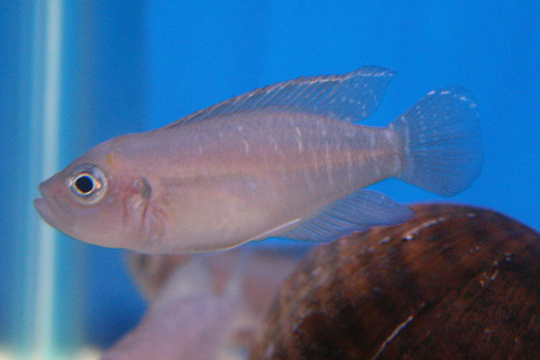
Neolamprologus brevis

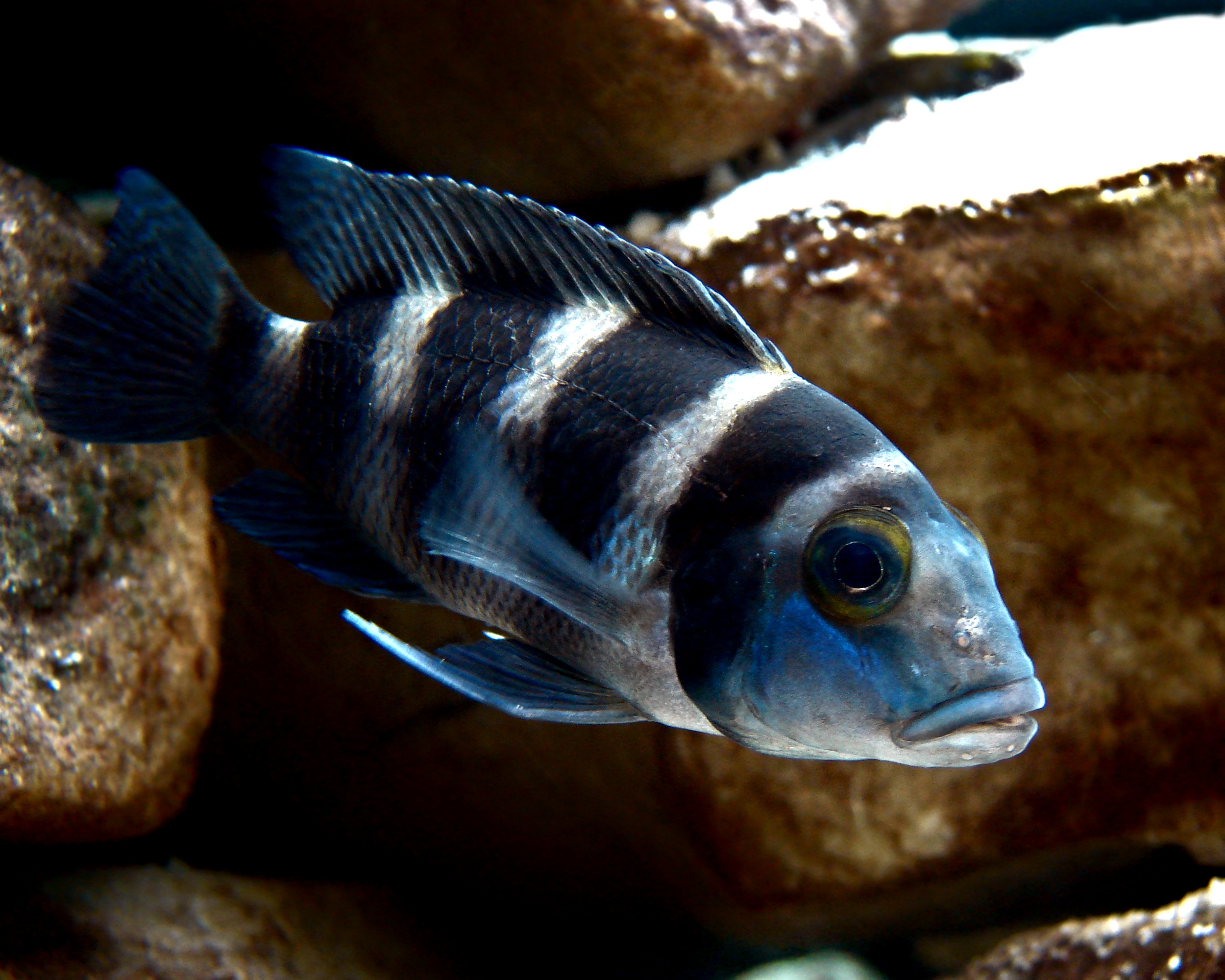
Neolamprologus tretocephalus

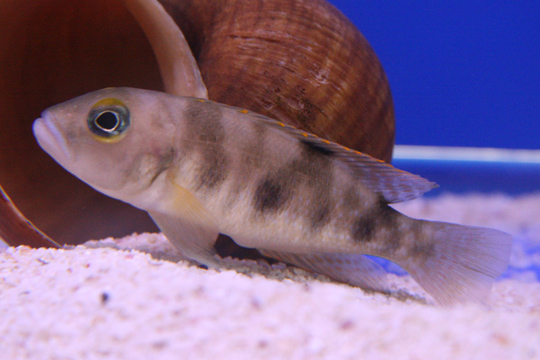
Neolamprologus boulengeri

Neolamprologus és un gènere de peixos de la família dels cíclids i el més nombrós en espècies d'aquesta família al llac Tanganyika.

## Distribució geogràfica
Totes les espècies d'aquest gènere es troben al llac Tanganyika, tret de Neolamprologus devosi que és endèmica del riu Malagarasi.

## Taxonomia
- Neolamprologus bifasciatus (Büscher, 1993)
- Neolamprologus boulengeri (Steindachner, 1909)
- Neolamprologus brevis (Boulenger, 1899)
- Neolamprologus brichardi (Poll, 1974)
- Neolamprologus buescheri (Staeck, 1983)
- Neolamprologus cancellatus (Aibara, Takahashi & Nakaya, 2005)[2]
- Neolamprologus caudopunctatus (Poll, 1978)
- Neolamprologus chitamwebwai (Verburg & Bills, 2007)[3]
- Neolamprologus christyi (Trewavas & Poll, 1952)
- Neolamprologus crassus (Brichard, 1989)
- Neolamprologus cylindricus (Staeck & Seegers, 1986)
- Neolamprologus devosi (Schelly, Stiassny & Seegers, 2003)[4]
- Neolamprologus falcicula (Brichard, 1989)
- Neolamprologus fasciatus (Boulenger, 1898)
- Neolamprologus furcifer (Boulenger, 1898)
- Neolamprologus gracilis (Brichard, 1989)
- Neolamprologus hecqui (Boulenger, 1899)
- Neolamprologus helianthus (Büscher, 1997)
- Neolamprologus leleupi (Poll, 1956)
- Neolamprologus leloupi (Poll, 1948)
- Neolamprologus longicaudatus (Nakaya & Gashagaza, 1995)
- Neolamprologus longior (Staeck, 1980)
- Neolamprologus marunguensis (Büscher, 1989)
- Neolamprologus meeli (Poll, 1948)
- Neolamprologus modestus (Boulenger, 1898)
- Neolamprologus mondabu (Boulenger, 1906)
- Neolamprologus multifasciatus (Boulenger, 1906)
- Neolamprologus mustax (Poll, 1978)
- Neolamprologus niger (Poll, 1956)
- Neolamprologus nigriventris (Büscher, 1992)
- Neolamprologus obscurus (Poll, 1978)
- Neolamprologus olivaceous (Brichard, 1989)
- Neolamprologus pectoralis (Büscher, 1991)
- Neolamprologus petricola (Poll, 1949)
- Neolamprologus pleuromaculatus (Trewavas & Poll, 1952)
- Neolamprologus prochilus (Bailey & Stewart, 1977)
- Neolamprologus pulcher (Trewavas & Poll, 1952)
- Neolamprologus savoryi (Poll, 1949)
- Neolamprologus schreyeni (Poll, 1974)
- Neolamprologus sexfasciatus (Trewavas & Poll, 1952)
- Neolamprologus similis (Büscher, 1992)
- Neolamprologus splendens (Brichard, 1989)
- Neolamprologus tetracanthus (Boulenger, 1899)
- Neolamprologus toae (Poll, 1949)
- Neolamprologus tretocephalus (Boulenger, 1899)
- Neolamprologus variostigma (Büscher, 1995)
- Neolamprologus ventralis (Büscher, 1995)
- Neolamprologus walteri (Verburg & Bills, 2007)[3]
- Neolamprologus wauthioni (Poll, 1949)[5][6][7][8][9][10][11][12]